# Scott Paper Company
Pour les articles homonymes, voir Paper et Scott.

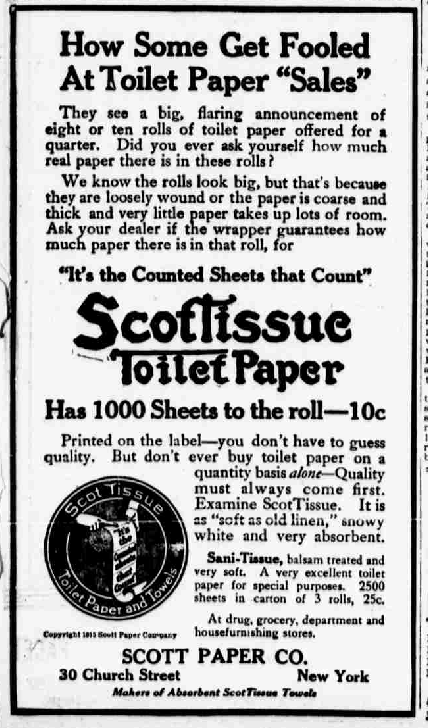
Pub de 1915.

Scott Paper Company ou Papiers Scott est une entreprise américaine dont le siège social est situé aux États-Unis et qui produit principalement des produits de consommation à base de papier, tels les produits d'hygiène, de maintenance et d'écriture.
La compagnie a eu son siège dans International Plaza (Scott Plaza) à Tinicum Township, Comté de Delaware, Pennsylvanie, au Grand Philadelphie. Scott Paper fut fondée en 1879 à Philadelphie dans l'État de Pennsylvanie par les frères E. Irvin and Clarence Scott, et on a souvent dit qu'ils étaient les premiers à avoir introduit sur le marché le papier hygiénique vendu en rouleaux. Ils commercialisèrent leurs premiers rouleaux de papier toilette en 1890, et leurs rouleaux de papier essuie-tout en 1907.
En 1995 Scott Paper fusionna avec Kimberly-Clark Corporation mais continua à commercialiser ses produits sous la marque Scott. Scott Paper Limited, autrefois la division canadienne de la compagnie, ne lui est plus affiliée.